# Linia kolejowa nr 222
Linia kolejowa nr 222 Małdyty – Malbork – dawna, zlikwidowana, niezelektryfikowana, jedno- i dwutorowa linia kolejowa o długości 55,514 km łącząca Małdyty z Malborkiem. Linię otwarto 1 września 1893, zaś w 1950 przeszła ona remont. W latach 90. XX w. na odcinku Małdyty – Myślice obowiązywała prędkość 70 km/h, natomiast na odcinku Myślice – Malbork 30 km/h. Z powodu złego stanu technicznego przewozy pasażerskie zawieszono 1 października 1999, natomiast towarowe w 2000. W latach 2006–2008 linię rozebrano.